# イオン発生器

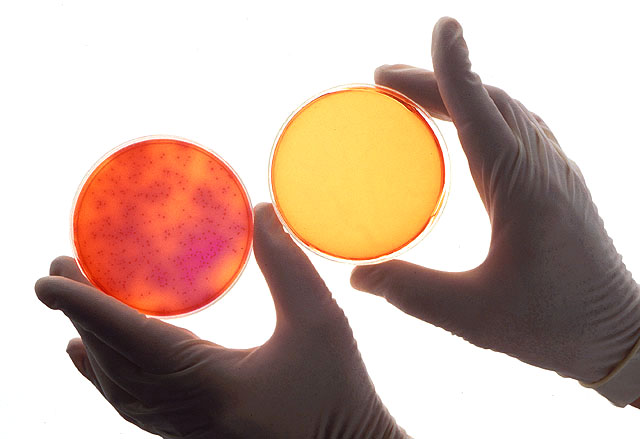
サルモネラ菌をエアロゾル化したチャンバーに対するマイナスイオンの殺菌効果を示す。左のサンプルは未処理、右は処理済み。

イオン発生器（イオンはっせいき、Air ioniser）は、高電圧を利用して空気分子を帯電させる装置である。マイナスイオン発生器またはチジェフスキーシャンデリアとも。マイナスイオンとは、1個以上の電子を余分に持つ粒子で、粒子に正味のマイナス電荷を持つ。市販の空気清浄機の中には、マイナスイオンを発生させるように設計されているものもある。静電気を中和するために使用される静電気放電（ESD）空気清浄機の一種である。

## 歴史
イオン発生器は1918年、 ロシアのアレクサンドル・チジェフスキーによってイオン療法用に開発されたが、当初は家畜の健康のために使用された。イギリスの コピー・ローズはこれに刺激を受け、人間の健康のため家庭用に応用した。現在、ローズは家庭用イオン発生器の発明者であると信じられている。

## イオン式空気清浄機

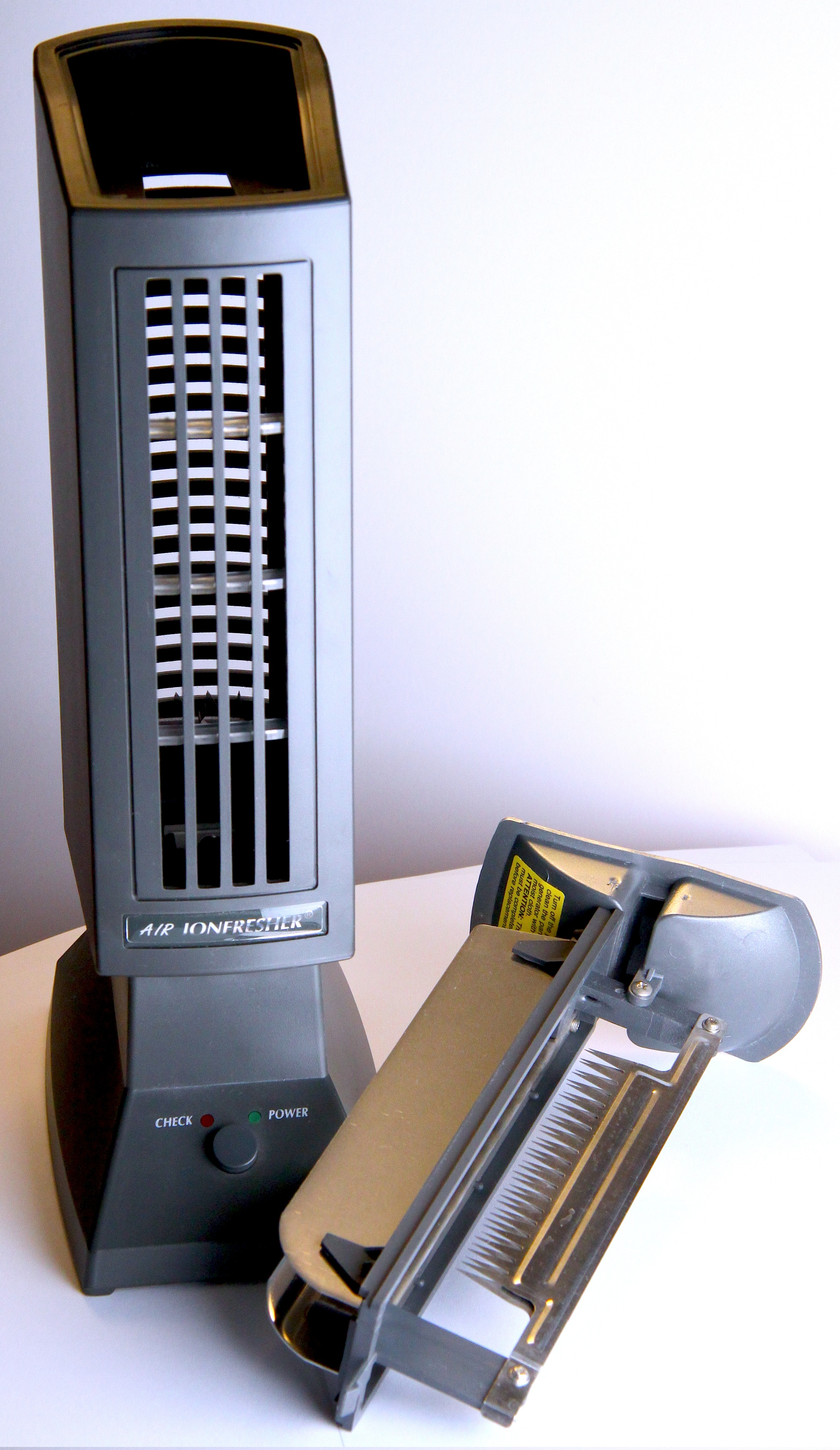
空気清浄機に取り付けられたイオン発生器

イオン発生器は、空気中の微粒子を除去するために空気清浄機に使用される。空気中の粒子は、静電引力によってイオン発生器から放出されたイオンを引き寄せ、帯電する。この粒子は、空気清浄機内のプレートや、最も近い壁や天井など、近くにある接地された導体に引き寄せられる。イギリスの病院で院内感染が頻発していることから、国民保健サービス（NHS）は、空気浄化のための陰イオンの有効性を研究した。その結果、ある病棟で繰り返されていた空気中のアシネトバクター感染が、マイナスイオン発生器の設置によって解消され、感染率がゼロになったという予想外の結果が得られた。また、空調システムから発生するプラスイオンとマイナスイオンは、インフルエンザを含むウイルスを不活性化することがメーカーにより確認されている。
2018年のレビューによると、マイナスイオンは空気中の粒子を除去するのに非常に効果的である。
SARSの流行は、日本を含む東アジアにおいて、歯ブラシ、冷蔵庫、エアコン、空気清浄機、洗濯機など、多くのマイナスイオン発生器が搭載されている家庭用製品への需要が増加した。このような機器に関する特定の基準はない。
イオン式空気清浄機には、ファンのあるタイプとファンのないタイプの2種類がある。ファンのないものは、ゆっくりと空気を循環させるため、浄化に時間がかかるが、音が静かで省エネである。

## 発生するオゾンに関するカリフォルニア州の規制
カリフォルニア州大気資源局のページには、室内オゾン規制値0.050ppmを満たす空気清浄機（多くはイオン発生器付き）のリストがある 。
| 2010年以降、カリフォルニア州内の個人または企業向けに販売されるすべての空気清浄機は、CARBによる認証が義務付けられている。2020年10月以降、電子式室内空気清浄機も規制の対象となる。認証を受けるには、すべての空気清浄機は電気的安全性をテストされなければならない。また、電子式空気清浄機はオゾン排出量の試験を受け、0.050ppmのオゾン排出濃度制限を満たさなければならない。 |

## オゾン発生器との違い
イオン発生器は、オゾン発生器とは異なるが、どちらの装置も似たような動作をする。イオン発生器は、静電気を帯びたプレートを使用して、プラスまたはマイナスに帯電した空気イオン（例えばN₂⁺やO₂⁻など）を生成し、この一次イオンは、水などの他の空気分子とすぐにクラスター化する。 イオン発生器はマイナスイオンを発生させる傾向がある。ただし、どんなに優れたイオン発生器でも、少量のオゾンが発生する。オゾン発生器は、コロナ放電管またはUVライトを使用して、酸素分子に余分な酸素イオンを引き付ける。
公衆衛生基準を超えない濃度では、オゾンは室内空気汚染物質を除去する可能性はほとんどないことがわかっている。 高濃度のオゾンは空気中に浮遊する細菌に対して毒性を示し、時に感染性のあるこれらの生物を破壊または死滅させる可能性がある。しかし、高濃度のオゾンは人間や動物に対しても毒性があるため、米国FDAはオゾンを医療に使用することはできないと宣言している。そして、オゾン発生器やオゾン療法を提供する企業に対して措置を講じている。オゾンは有毒で反応性が高い気体である。0.1ppmより高い値は推奨されず、肺や嗅球細胞を直接損傷する可能性がある。

## 健康への影響
空気イオンと呼吸機能の結果に関する80年にわたる研究の2013年の包括的レビューによると、呼吸機能に有益な役割を果たす明確な裏付けはなく、重大な有害効果を示す証拠もなかった。結論として、マイナスまたはプラスの空気イオンへの暴露は、呼吸機能において評価できる役割を果たさない。
マイナスイオンが、特に暴露レベルが高い場合に、抑うつスコアの低下と関連するという弱い証拠がある。不安、気分、リラクゼーション、睡眠、個人的な快適さの指標に対するプラスまたはマイナスの空気イオン化の一貫した影響は観察されなかった。

### 副生物のオゾンによる影響
マイナスイオン発生器に関する研究が行われている。この研究によると、換気されていない狭い場所では、発生するオゾンがガイドラインを超える可能性がある。 別の研究では、オゾンが他の成分、すなわち洗剤などと反応してホルムアルデヒドなどの汚染物質を増加させる可能性があることが示された。この研究の目的は、空気イオン化装置の健康への悪影響とは対照的に、洗剤や芳香剤の屋内使用に関連する健康リスクの試験であった。

## 裁判例
米国に本部を置く非営利の製品テスト専門誌「コンシューマー・レポート」は2003年10月、空気清浄機は従来のHEPAフィルターに比べて十分な性能を発揮できないと報告した。ただし、ファンを使って空気を循環させながらイオン化するコンビネーション・ユニットは例外であった。この報道を受け、空気清浄機メーカーであるシャーパー・イメージ社は、コンシューマー・リポートの発行元であるコンシューマー・ユニオン社を名誉毀損で提訴した。コンシューマー・レポートは、イオニック・ブリーズやその他の人気製品について、清浄空気供給率（CADR）が低いという理由で「不適合」とした。CADRは、短時間に循環されるろ過空気の量を測定するもので、もともとはメディアベースの空気清浄機を評価するために設計された。シャーパーイメージ社は、このテストはイオニック・ブリーズを評価するには不適切だと主張している。24時間連続クリーニング、メンテナンスの容易さ、静音運転など、他の機能が考慮されていないためである。
カリフォルニア州北部地区連邦地方裁判所は、コンシューマー・レポートが行った声明が虚偽であることをシャーパー・イメージ社が証明できなかったとして、この訴訟を棄却した。2005年5月の最終判決は、コンシューマー・ユニオンの裁判費用として525,000米ドルを支払うようシャーパー・イメージ社に命じたものである。

## 電子機器における静電気中和
イオン発生器は、静電気に敏感な電子部品（マイクロエレクトロニクスのクリーンルームなど）を扱う場所で、非導電体への静電気の蓄積を除去するためによく使用される。